# Periclimenes soror
El camarón de estrellas de mar (Periclimenes soror) es una especie de crustáceo decápodo de la familia Palaemonidae. 

## Descripción y comportamiento

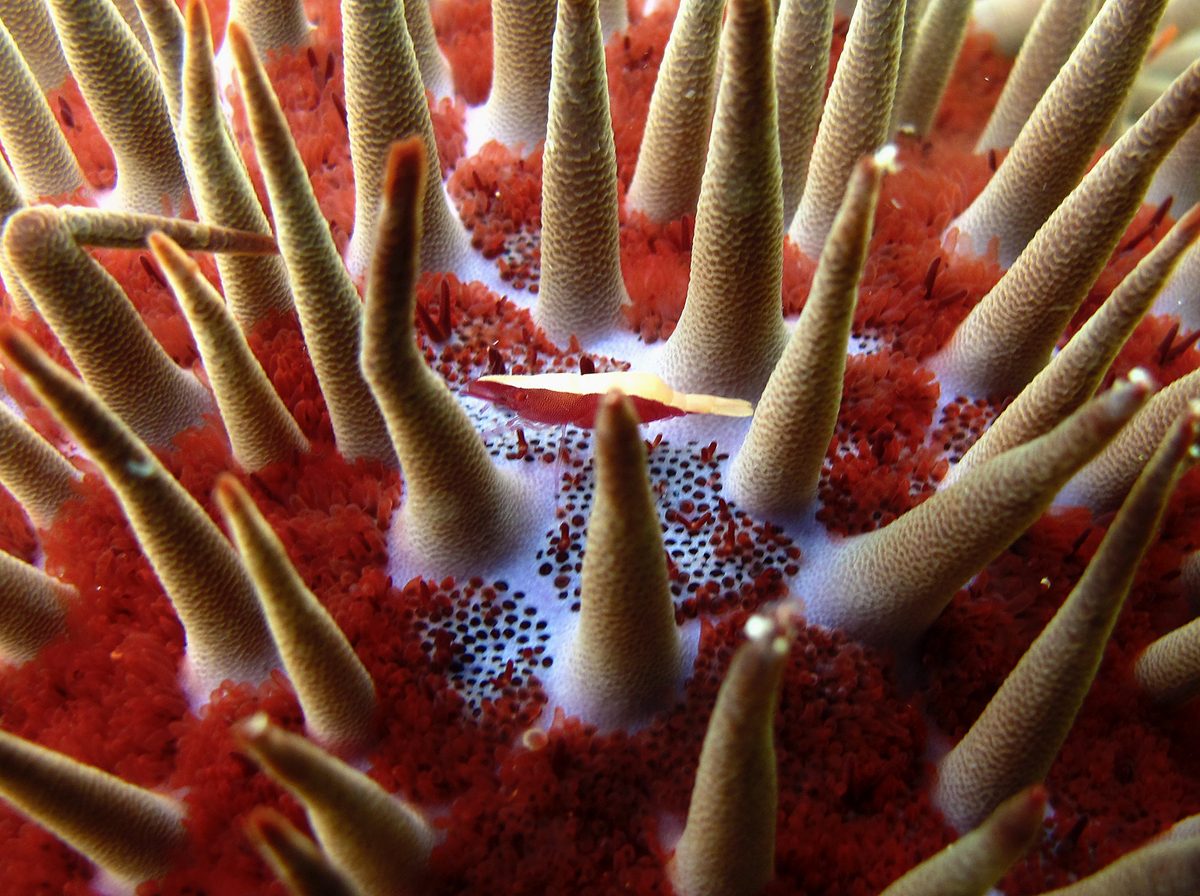
Periclimenes soror sobre estrella de mar Acanthaster planci.

Es un camarón que comparte simbiosis con estrellas de mar, entre ellas la estrella corona de espinas. Se alimenta de parásitos, tejidos muertos y zooplancton como copépodos.